# 顏之推
顏之推（531年—？），字介，琅邪郡临沂县（今山东省临沂市）人，南梁、北齐、北周、隋朝官员，撰有《顏氏家訓》。

## 生平
东汉关内侯颜盛之後。大通三年辛亥（531年）生于江陵（湖北江陵），有顏之儀、顏之善兩兄。七岁能诵《鲁灵光殿賦》。大同八年壬戌（542年），随湘东王萧绎在江州（江州治寻阳，今江西九江）。十九岁时（547年），为萧绎右常侍，加镇西墨曹参军，驻江陵。550年为萧方诸中抚军外兵参军。太清二年（548年），侯景之乱爆發，颜之推被俘，因侯景行台郎中王则相救未被殺害，囚送建康。552年，侯景败死，获释还江陵。萧绎在江陵自立，承圣元年王申（552年），为散骑侍郎，奏舍人事，奉命校书。554年，西魏攻陷江陵，再次被俘，迁移长安；後出逃北齐，出逃之日，剛好碰上豪水暴漲，於是他跟妻子弄了一艘船逃跑，在途中碰到危難，但最終成功逃脫。北齐宣帝天保七年（556年），在北齐任官。577年，北周兵陷晋阳，之推出任平原太守，守河津。北周大象（579年—580年）末，为御史上士。隋朝开皇中，太子杨勇召为学士，甚见礼重，幾年後因病而去世。。
他結合自己從小學的家庭教育和切身經歷，寫了一本《顏氏家訓》，主張早教。他認為，人在小的時候，精神專一；長大以後，思想分散，不易學習。袁衷稱：“六朝顏之推家法最正，相傳最遠。”周作人對顏之推和《顏氏家訓》極為佩服，《夜讀抄》裡寫了一篇《顏氏家訓》讀書筆記。《欽定四庫全書》雜家類有《顏氏家訓》二卷。此外顏之推還有《冤魂志》三卷。

## 家庭

### 父亲
- 颜协，南梁湘东王记室参军

### 夫人
- 陈郡殷氏，南梁行台选郎殷外臣堂姐妹[5]

### 儿子
- 颜思鲁
- 颜愍楚
- 颜游秦

### 孫子
- 颜師古
- 颜相时
- 颜勤礼

## 延伸阅读
[在维基数据编辑]
 在维基文库阅读此作者作品
 《北齊書·卷45》，出自李百药《北齊書》
 《北史/卷083》，出自李延壽《北史》